# Coyopolan
Coyopolan är en ort i Mexiko.   Den ligger i kommunen Ixhuacán de los Reyes och delstaten Veracruz, i den sydöstra delen av landet, 220 km öster om huvudstaden Mexico City. Coyopolan ligger 1 578 meter över havet och antalet invånare är 354.
Terrängen runt Coyopolan är kuperad åt nordost, men åt sydväst är den bergig. Terrängen runt Coyopolan sluttar brant österut. Runt Coyopolan är det ganska tätbefolkat, med 166 invånare per kvadratkilometer. Närmaste större samhälle är Coatepec, 14,1 km nordost om Coyopolan. Omgivningarna runt Coyopolan är en mosaik av jordbruksmark och naturlig växtlighet.